# 상일중학교 (서울)
상일중학교(上一中學校)는 대한민국 서울특별시 강동구 상일동에 있는 사립 중학교이다.

## 학교 연혁
- 1978년 4월 29일 : 초대 이사장 김종성 선생 취임
- 1978년 4월 29일 : 학교법인 육하학원 설립
- 1978년 12월 29일 : 상일여중 설립인가(18학급)
- 1979년 2월 19일 : 초대 교장 백기호 선생 취임
- 1979년 3월 5일 : 상일여자중학교 개교
- 1981년 2월 28일 : 신축교사 준공(6층 30교실)
- 1982년 2월 28일 : 제1회 졸업생 배출(418명)
- 1987년 7월 4일 : 종합체육관 준공
- 2004년 2월 13일 : 제23회 졸업생 배출(205명)
- 2019년 9월 10일 : 제3대 이사장 김재희 선생 취임
- 2020년 3월 1일 : 제15대 교장 김정숙 선생 취임
- 2023년 3월 1일 : 상일중학교 교명변경

## 참고 자료
- 상일중학교 - 한국교육학술정보원 학교알리미